# Bulbophyllum bathieanum
Bulbophyllum bathieanum är en orkidéart som beskrevs av Rudolf Schlechter. Bulbophyllum bathieanum ingår i släktet Bulbophyllum och familjen orkidéer. Inga underarter finns listade i Catalogue of Life.